# Andrea Schwartz
Andrea Schwartz (Winnipeg, 12 de junio de 1977) es una deportista canadiense que compitió en natación.
Ganó una medalla de plata en el Campeonato Pan-Pacífico de Natación de 1997, en la prueba de 4 × 200 m libre. Participó en los Juegos Olímpicos de Atlanta 1996, ocupando el quinto lugar en la misma prueba.

## Palmarés internacional
| Campeonato Pan-Pacífico | Campeonato Pan-Pacífico | Campeonato Pan-Pacífico | Campeonato Pan-Pacífico |
| Año                     | Lugar                   | Medalla                 | Prueba                  |
| ----------------------- | ----------------------- | ----------------------- | ----------------------- |
| 1997                    | Fukuoka (Japón)         | Medalla de plata        | 4 × 200 m libre         |